# Roma (Gotland)
Roma oder Romakloster ist ein Ort (schwedisch tätort) auf der schwedischen Ostseeinsel Gotland in der Provinz Gotlands län und der historischen Provinz Gotland. Es liegt etwa 18 km südöstlich von Visby, etwa in der Mitte der Insel, die gleichzeitig die Gemeinde Gotland bildet. 11 km südlich befindet sich das Lindhammarsmyr.
Die Kirche von Roma befindet sich im Ortsteil Lövsta oder Roma kyrkby etwa zwei Kilometer nordwestlich der Ortsmitte. Roma gehört zu etwa gleichen Teilen den Kirchspielen (schwedisch socken) Roma und Björke (mit der Kirche von Björke) an.

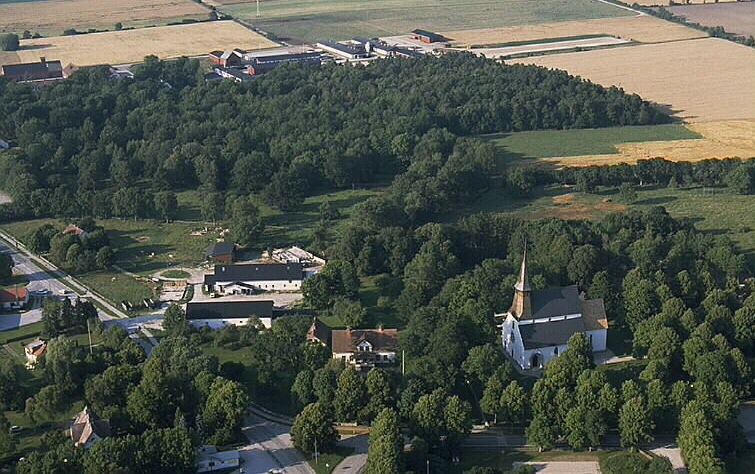
Luftbild

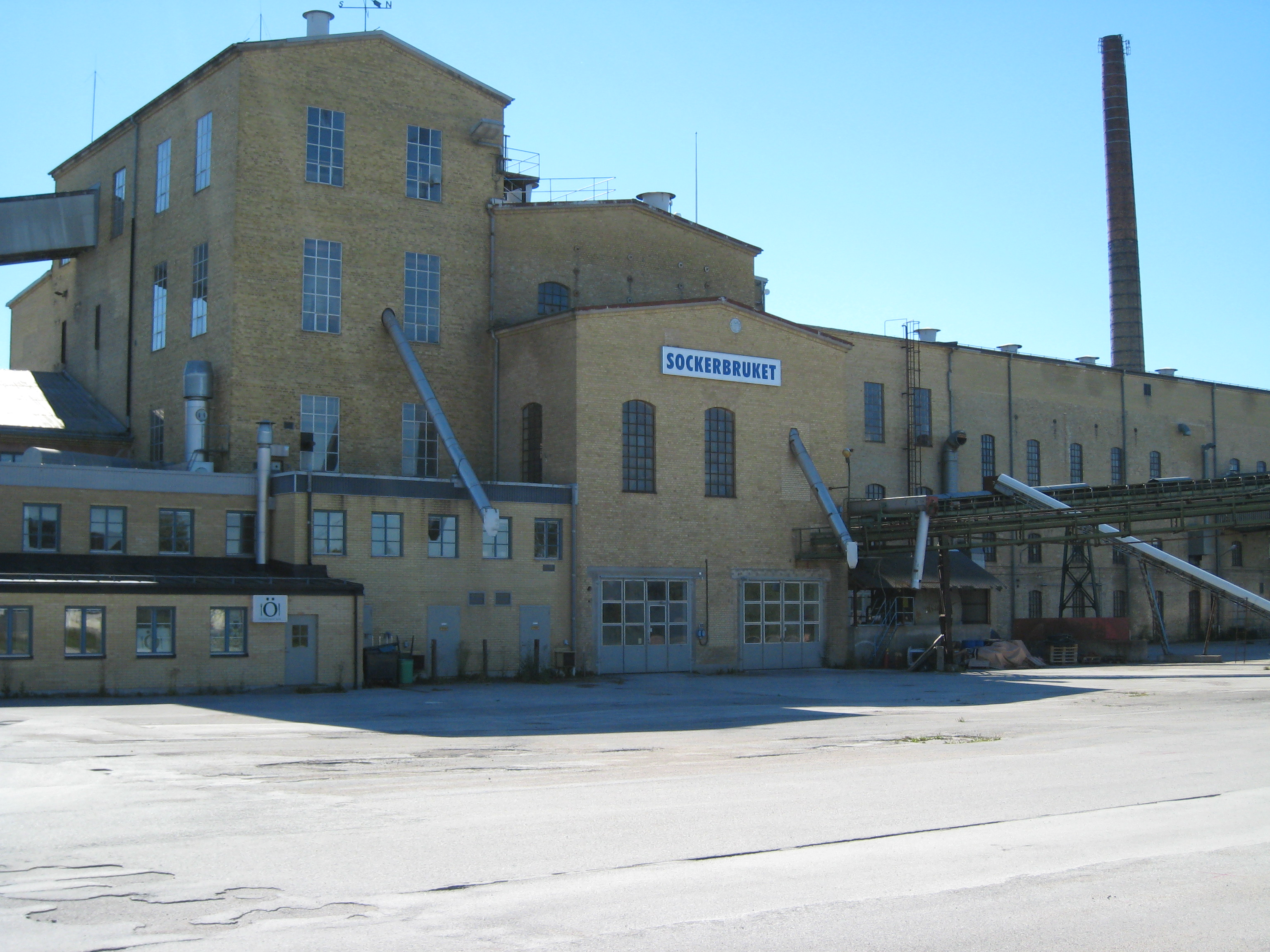
Zuckerfabrik, heute eine Whisky-Brennerei

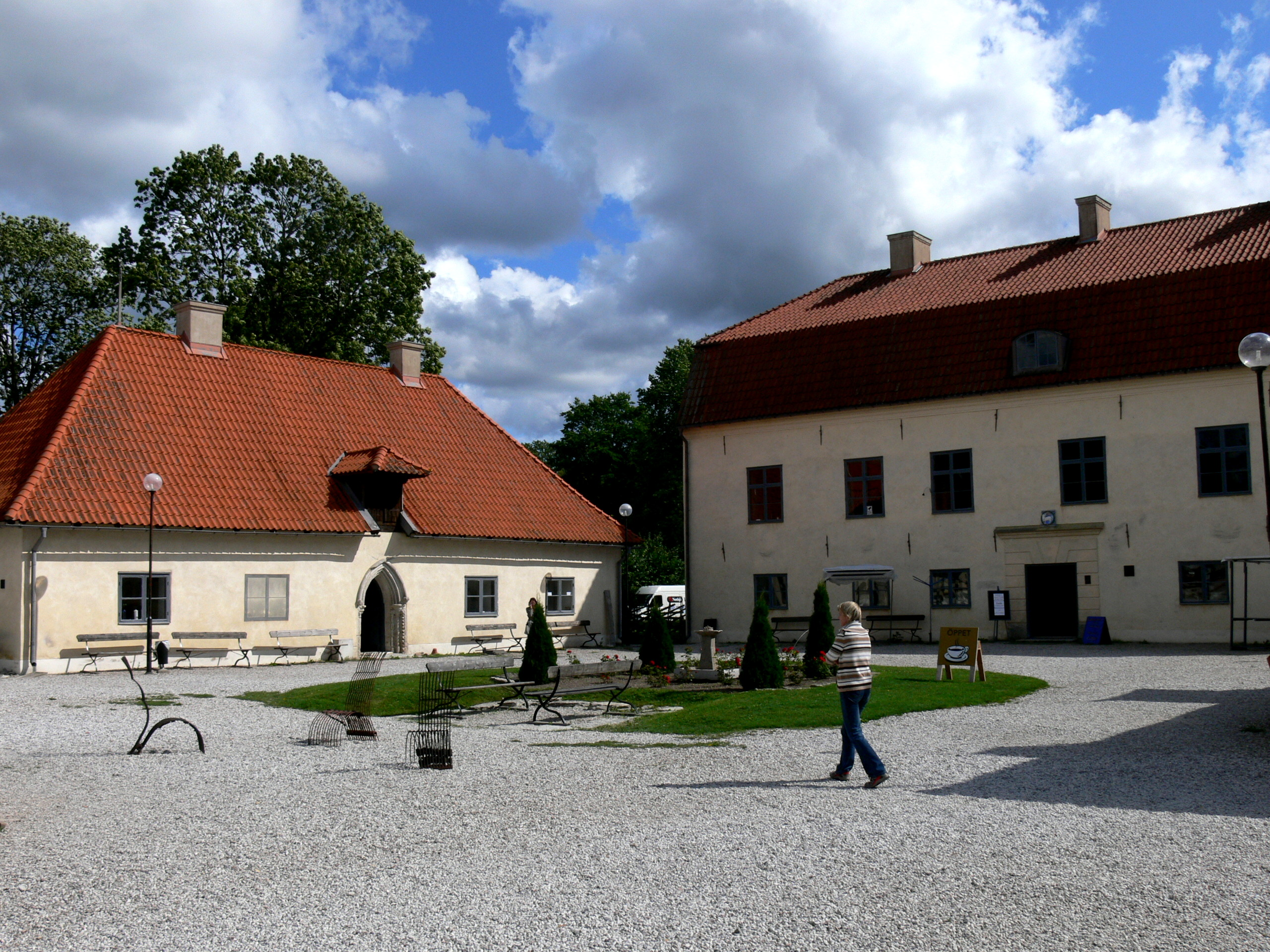
Gutshof am Kloster Roma

Bedeutung hatte Roma sowohl als Thingplatz für Mittelgotland, und später auch als Standort des Roma-Klosters, das im Jahre 1164 von den Zisterziensern gegründet wurde und etwa in der Mitte zwischen Roma und Lövsta (Roma kyrkby) liegt. Später war der Ort ein wichtiger Knotenpunkt der schmalspurigen Eisenbahnen auf Gotland, die in den 1960er-Jahren stillgelegt wurden.
Die 1997 geschlossene lokale Zuckerfabrik war einer der größten Industriebetriebe der Insel. Heute befindet sich hier eine Whiskybrennerei. Seit 2004 wird hier der Whisky „Isle of Lime“ gebrannt. Die Brennerei kann besichtigt werden.
Um die Verwechslung mit dem italienischen Namen von Rom zu vermeiden, verwendet man Romakloster für die Postadresse. Dieser Name ist auch die offizielle Bezeichnung des Statistiska centralbyrån für den Tätort.

## Bevölkerungsentwicklung
Die Tabelle zeigt die Bevölkerungsentwicklung von 1960 bis 2015 (1980 und 1990 wurden Roma(kloster) und Roma (kyrkby)/Lövsta, wie seit 2015 wieder, als gemeinsamer Tätort geführt).
| Jahr | Fläche | Einwohner |
| 1960 | k. A.  | 579       |
| 1970 | k. A.  | 750       |
| 1980 | k. A.  | 1153      |
| 1990 | k. A.  | 1100      |
| 2000 | 123    | 877       |
| 2010 | 126    | 913       |
| 2015 | 228    | 1198      |